# Koninklijke Harmonie De Verenigde Vrienden Moorslede
Koninklijke Harmonie "De Verenigde Vrienden" Moorslede is een Belgische harmonie die in 1825 opgericht werd door de families Denecker en Petit. De harmonie behoort tot de vroege harmonieorkesten van België. Het muziekkorps speelt in eerste afdeling. De harmonie heeft een eigen jeugdwerking en een trommelkorps.

## Oprichting
Op 29 juni 1823 vergaderden Pieter Albrecht Denecker (burgemeester) en een twintigtal andere Moorsledenaren om de standregels van een muziekmaatschappij op te maken. Uiteindelijk werd de harmonie opgericht in 1825 onder de naam Harmonie De Verenigde Vrienden. Dr. Eduard Petit (1805-1887) werd de eerste dirigent van de Harmonie De Verenigde Vrienden. Hij was violist en een belangrijke musicus en lesgever op de gemeente. Petit bleef dirigent tot 1869. In 1882 werd er door de onderpastoor een fanfare opgericht onder de naam "Katholieke Fanfare". In 1922 werden beide korpsen gefuseerd onder de oudste naam, namelijk "De Verenigde Vrienden".

## Geschiedenis
In 1869 nam de 18-jarige René Denecker de dirigeerstok over van dr. Petit. Op 13 juli 1873 vond er een muziekfestival plaats in Moorslede, waaraan veel goede muziekgilden deelnamen. Op dat moment telde de harmonie een 35-tal spelende leden. De voorzitter was Camiel Delevigne. Naast het leiden van de harmonie, richtte René Denecker in 1892 ook een symfonisch orkest op, waarbij hij de jongelingen zelf les gaf in het bespelen van snaartuigen. In 1905 werd 75 jaar onafhankelijkheid van België gevierd in Moorslede. Er werd een cantate uitgevoerd, begeleid door 'De Verenigde Vrienden', onder leiding van René Denecker. In 1908 wint de harmonie een internationale muziekwedstrijd te Lys-lez-Lannoy (Rijsel). Tijdens de Eerste Wereldoorlog werden er geen muzikale activiteiten georganiseerd. Pas in 1922 hervatte de harmonie de muziekrepetities. Deze werden heropgestart in café "De Casino" op de marktplaats van Moorslede. In 1935 bestond de harmonie 110 jaar en werd een nieuwe vlag geschonken door burgemeester Leon Ghekiere. Op 16 december 1940 overlijdt dirigent René Denecker, dit na 71 jaar dirigent geweest te zijn van de harmonie.
Naar aanleiding van de Tweede Wereldoorlog werden de activiteiten van de harmonie opnieuw stilgelegd en konden de muziekrepetities pas in 1945 worden heropgestart.
Alberic Verschoore, directeur van de gemeenteschool, werd de nieuwe dirigent van de harmonie in 1945. Onder leiding van Alberic Verschoore nam de harmonie voor het eerst deel aan een provinciaal muziektornooi te Wevelgem. In het jaar 1957 kregen de leden ook voor het eerst een volledig uniform. In 1962 werd er op zoek gegaan naar een nieuwe dirigent en deze was afkomstig van buiten de gemeente Moorslede, genaamd Daniël Vanoverschelde. Onder zijn impuls kreeg de harmonie er een majorettepeloton en een meisjesdrumband erbij. In 1968 verwierf de harmonie het predicaat "Koninklijk". Vanaf dit moment mag men zich de "Koninklijke Harmonie De Verenigde Vrienden" noemen.
Hierbij hoorde ook een nieuwe vlag waarbij de titel "Koninklijk" op hoort te staan.
Op 10 oktober 1969 werd Noël Demeyere aangesteld als nieuwe dirigent van de harmonie. Onder leiding van dirigent Noël Demeyere nam de harmonie op 13 maart 1973 voor de eerste keer deel aan het Provinciaal Muziekconcours te Aartrijke. Hierbij werd de harmonie geklasseerd in de 2de afdeling. Op 8 mei 1977 werd er opnieuw deelgenomen aan een Muziekconcours, dit te Knokke-Heist en promoveerde de harmonie naar de 1e afdeling.
In het jaar 1988 vond de inrichting plaats van een nieuw repetitielokaal, namelijk M.C.K.H. D'Oede Brouwerie in de Stationsstraat te Moorslede. In het jaar 2000 werden het hele jaar door allerlei festiviteiten georganiseerd naar aanleiding van het 175-jarig bestaan van de harmonie.
In 2008 werden de bouwwerken aangevat van een nieuw repetitielokaal en in 2010 kon de harmonie intrekken in het Muziekcentrum De Koenterdo.

## Verbroedering
De Koninklijke Harmonie Moorslede is verbroederd met het Musikzug der Freiwilligen Feuerwehr Minden (Duitsland). De eerste contacten werden in 1974 gelegd tussen een aantal muzikanten van beide korpsen. In het paasweekend van 1976 kwam de verbroedering tot stand waarbij het Duitse muziekkorps naar Moorslede kwam ter gelegenheid van het 150-jarig bestaan van de Koninklijke Harmonie Moorslede. Een verbroederingsweekend staat volledig in het teken van muziek. Er wordt een gezamenlijk concert georganiseerd en een straatoptreden verzorgd in de gemeente. Het muziekkorps dat te gast is, luistert ook de mis op in de kerk op Paaszondag. Generaties later houdt de verbroedering nog steeds stand. In het paasweekend van 2016 was de harmonie te gast in Minden en werd 40 jaar verbroedering gevierd.

## Dirigenten
- Eduard Petit (1825 - 1869)
- René Denecker (1869 - 1940)
- Alberic Verschoore (1945 - 1962)
- Daniël Vanoverschelde (1962 - 1969)
- Noël Demeyere (1969 - 1990)
- Robert Braem (1990 - 1992)
- Wim Belaen (1992 - 1996)
- Koen Dewulf (1996 - 1999)
- Pascal Cooman (1999 - 2002)
- Peter Bruneel (2002 - 2005)
- Frank Clarysse (2005)
- Astrid Lecluyse (2005 - 2010)
- Patrick Simoens (2010 - 2019)
- Johan Ferlin (2019)
- Wim Van Volsem (2019 - 2022)
- Stefaan Witdouck (2022 - 2024)
- Hans Soen (2024 - heden)

## Galerij

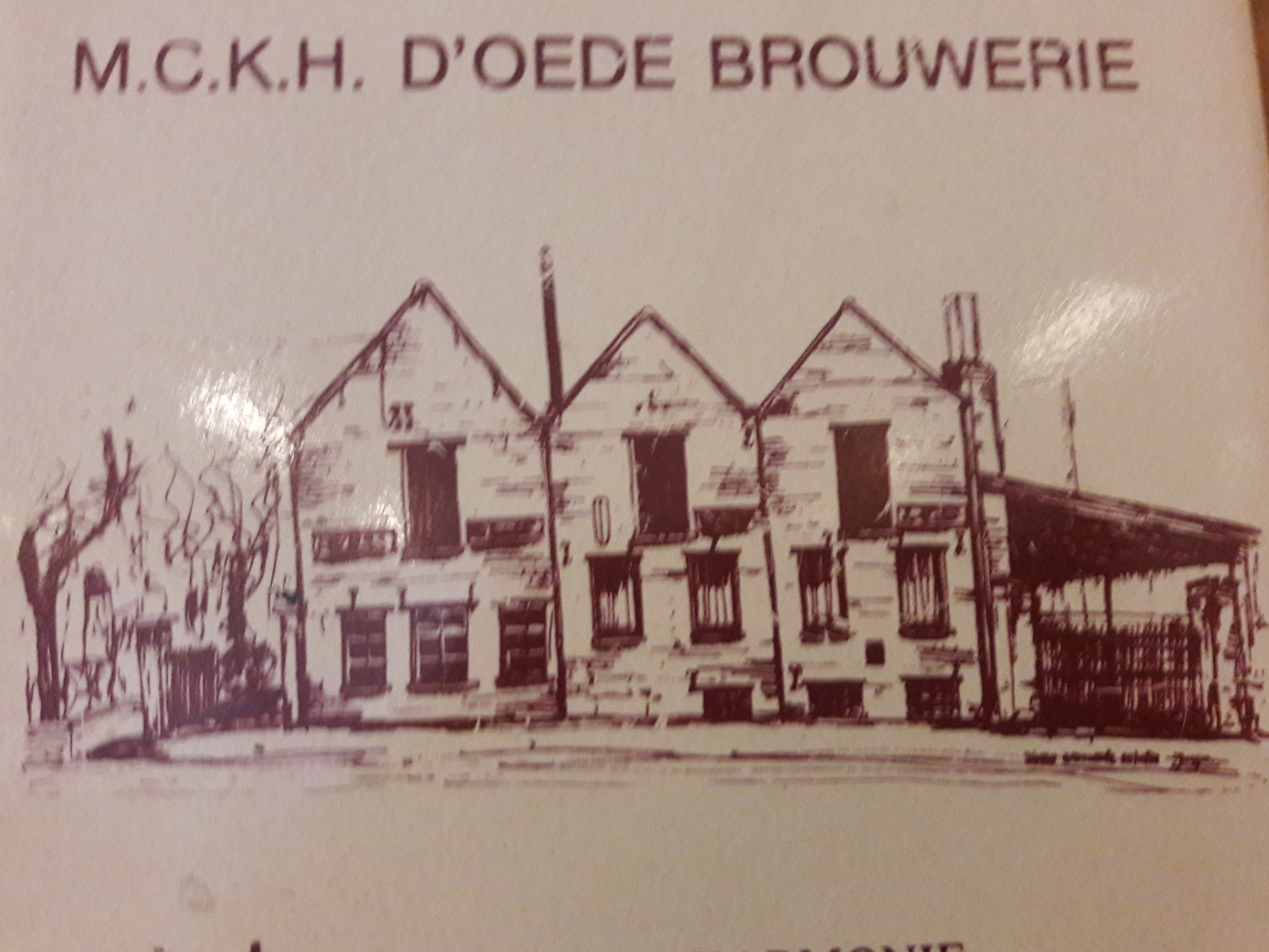
M.C.K.H. D'Oede Brouwerie
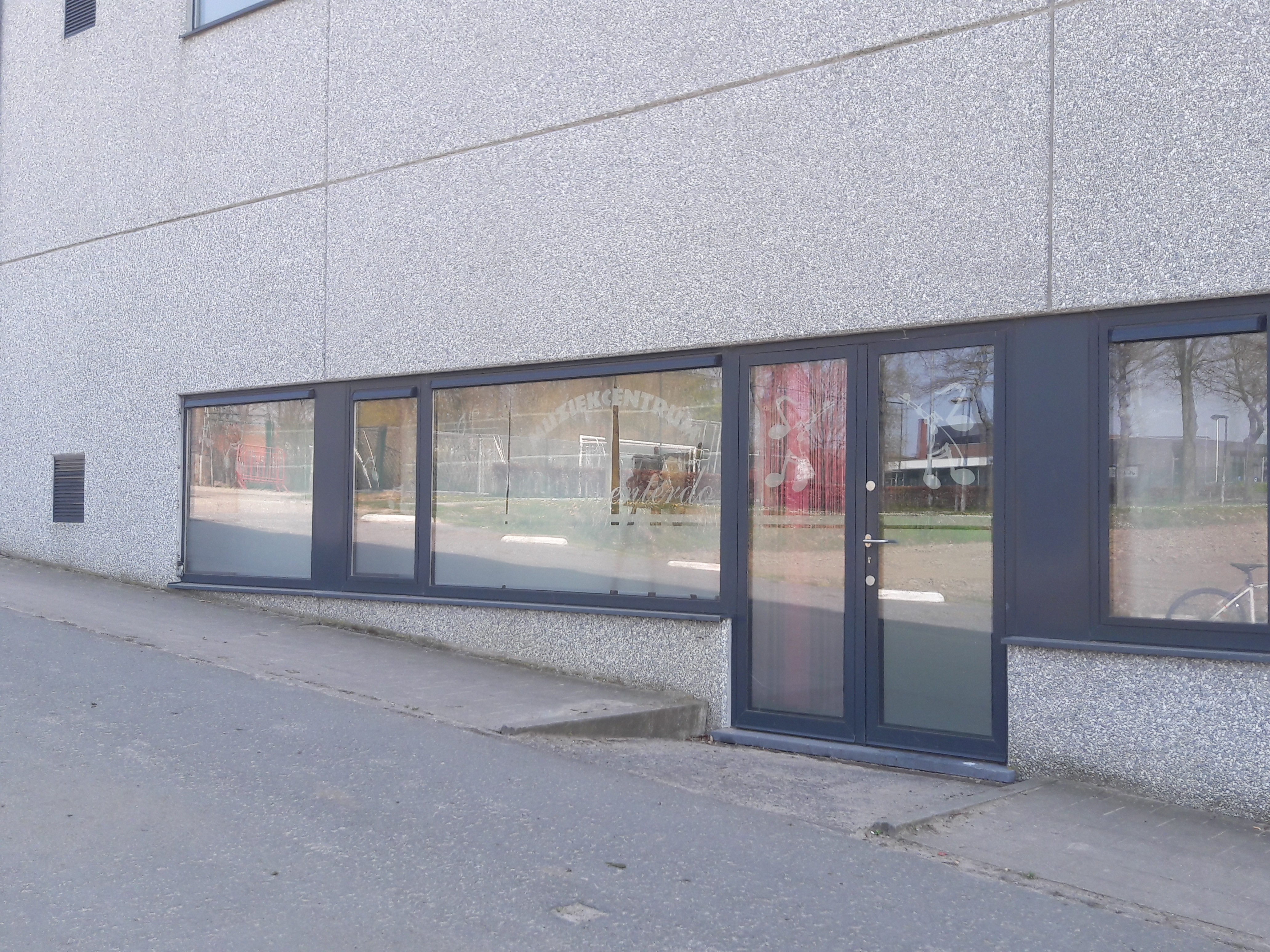
Muziekcentrum De Koenterdo
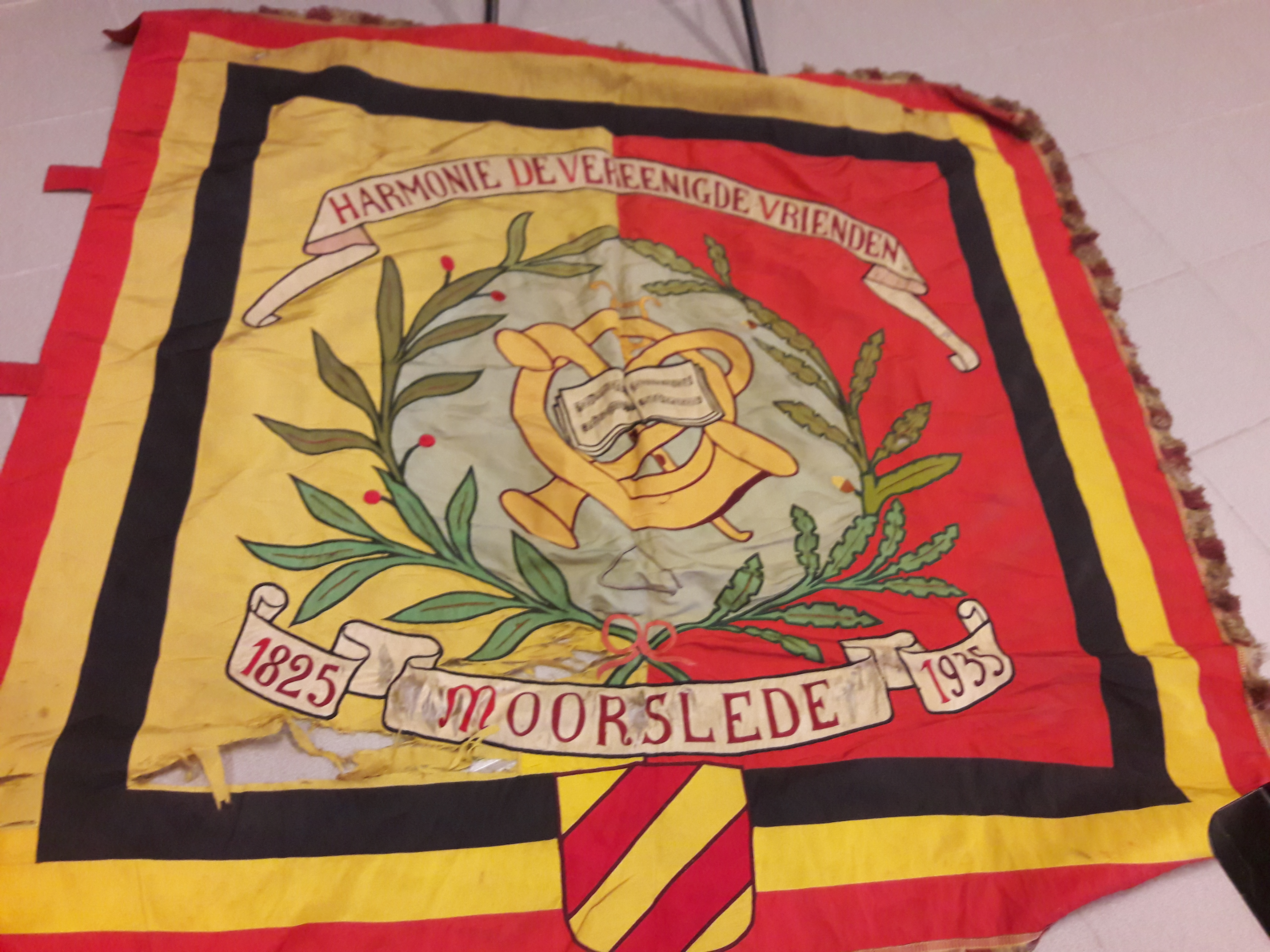
nieuwe vlag n.a.v. het 110-jarig bestaan van de harmonie
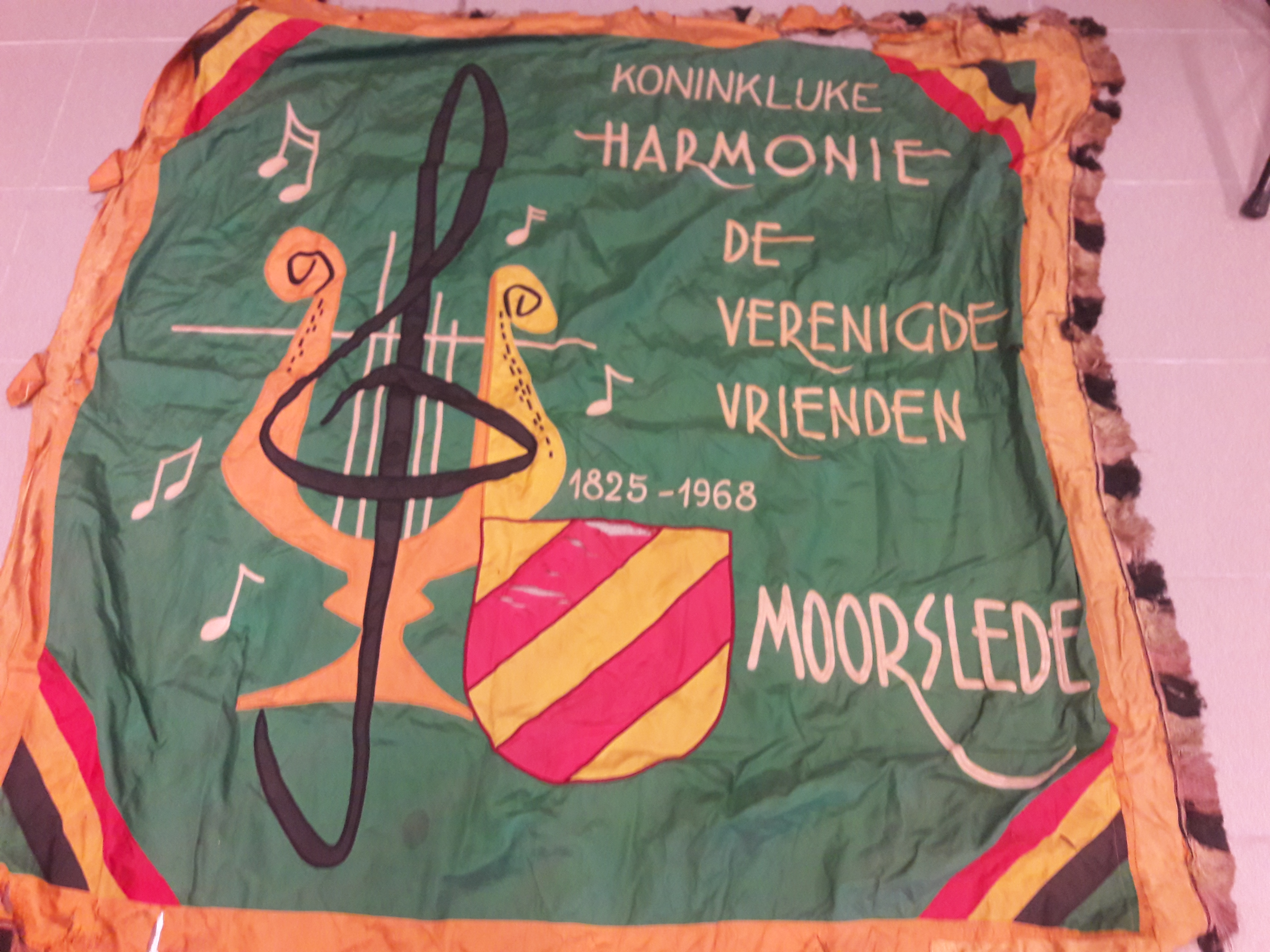
nieuwe vlag n.a.v. koninklijke titel
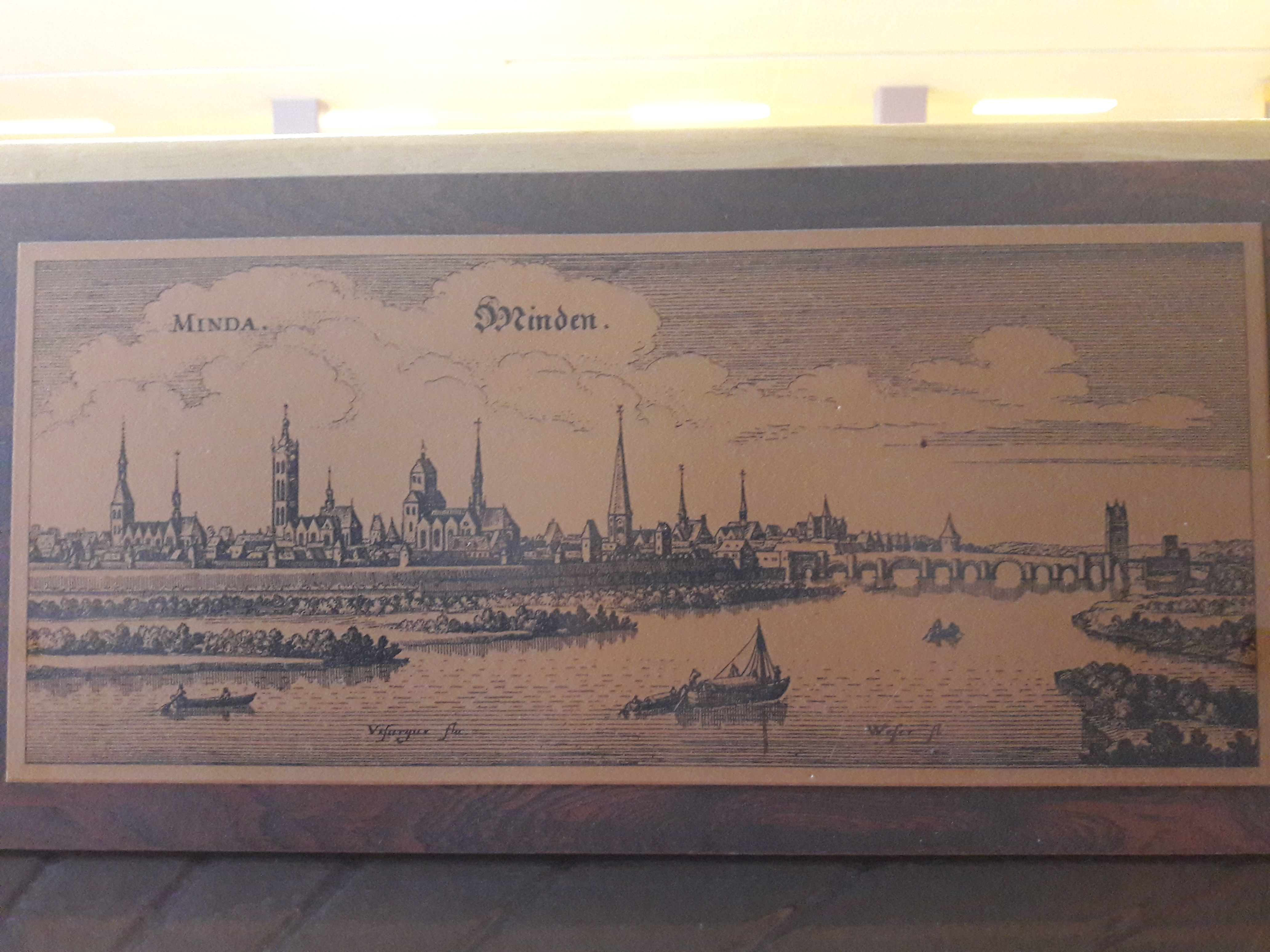
plakkaat stad Minden (Duitsland)
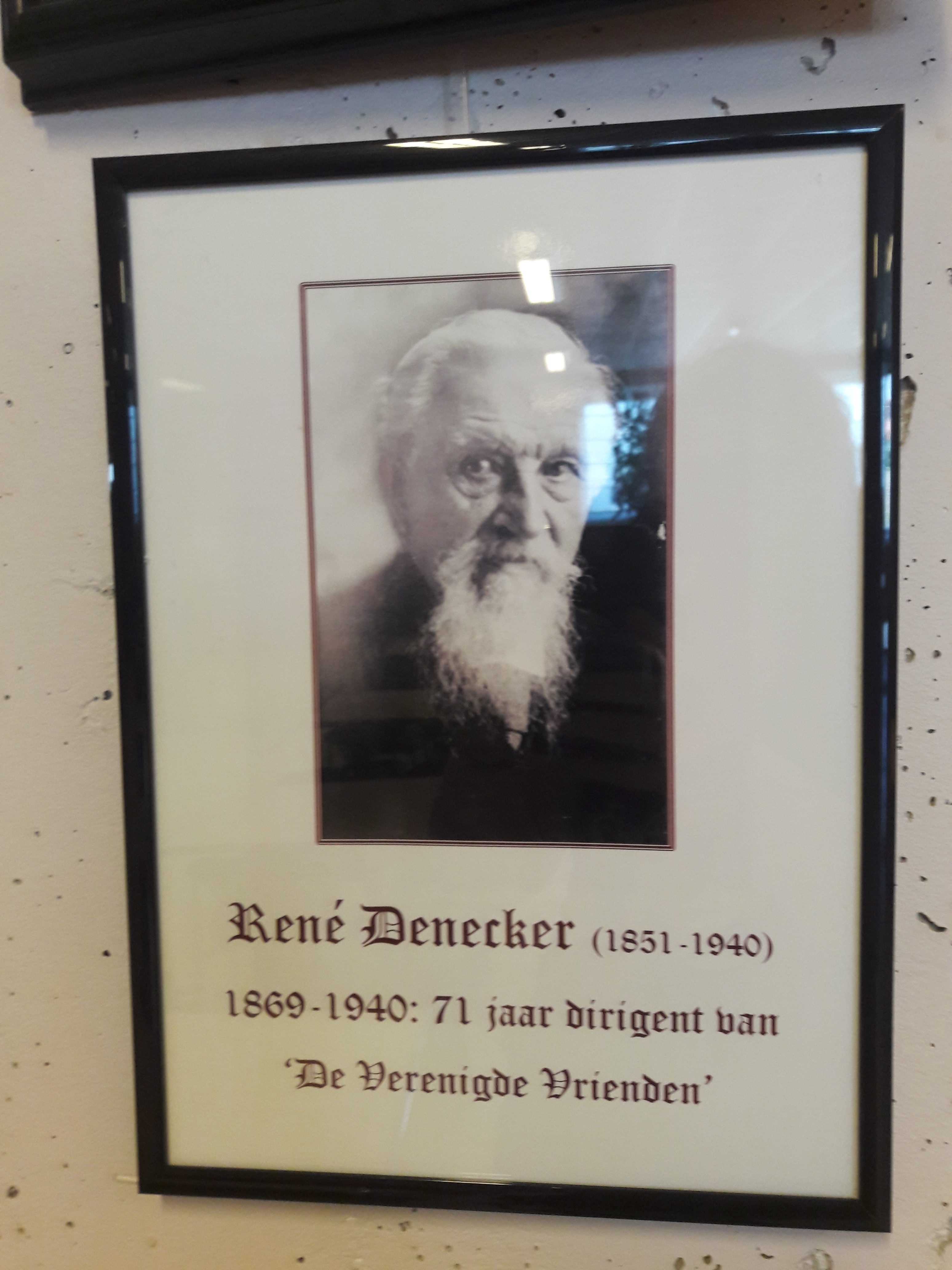
René Denecker, 71 jaar dirigent van de harmonie